# Departamentul Chontales
Departamentul Chontales este una dintre cele 17  unități administrativ-teritoriale de gradul I  ale statului  Nicaragua. Are o populație de 153.932 locuitori (2005). Reședința sa este orașul Juigalpa.